# سیارک ۲۱۱۴۹
سیارک ۲۱۱۴۹ (به انگلیسی: 21149 Kenmitchell، نامگذاری:1993HY5) بیست و یک هزار و صد و چهل و نهمین سیارک کشف شده‌است که در ۱۹ آوریل ۱۹۹۳ کشف شد.
قدر مطلق سیارک برابر ۱۲.۳ است.